# Lista de famosos sepultados no Cemitério de São João Batista (Rio de Janeiro)

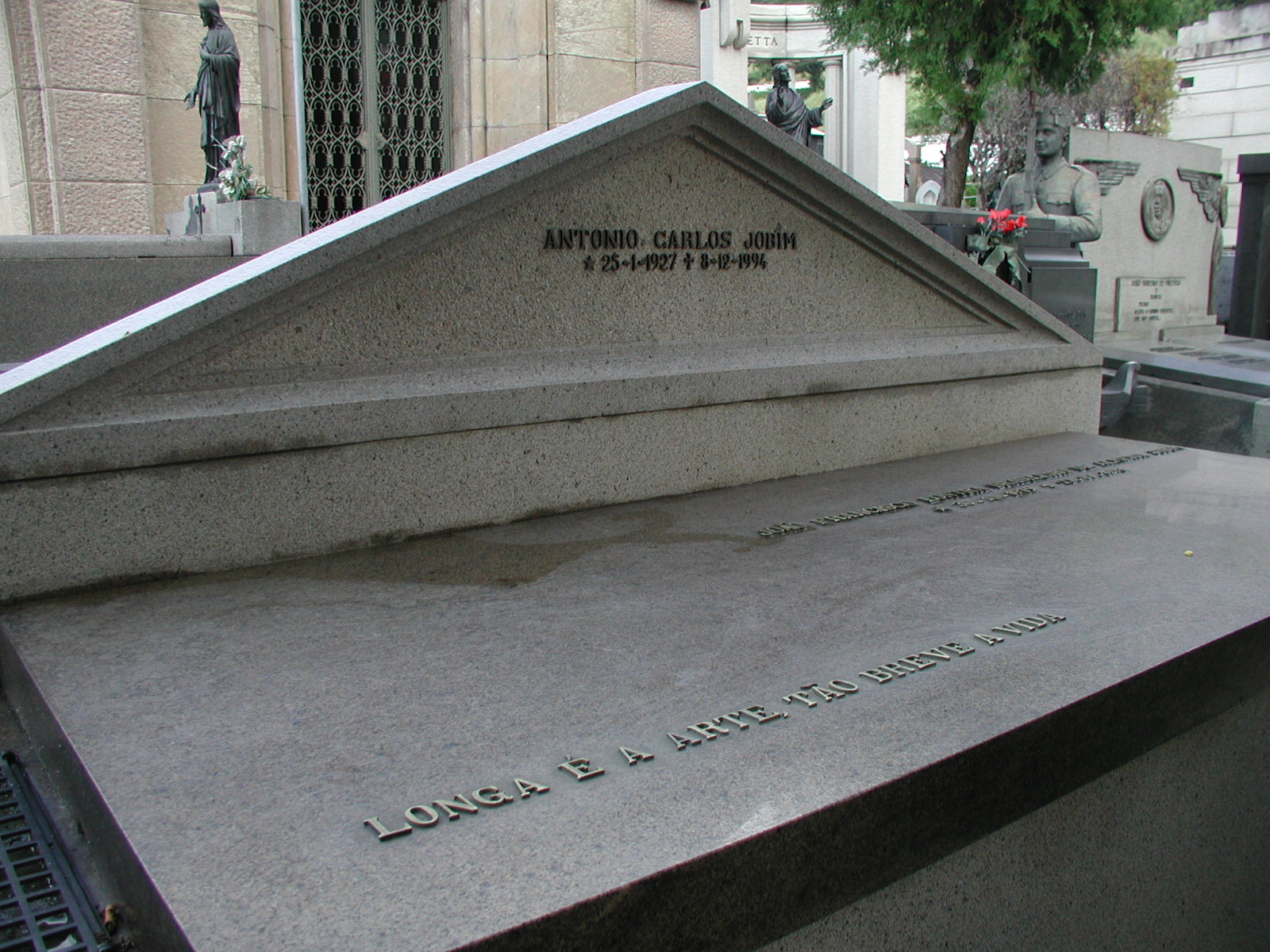
Túmulo de Tom Jobim (1927-1994); junto a ele uma palmeira imperial, plantada pela viúva.

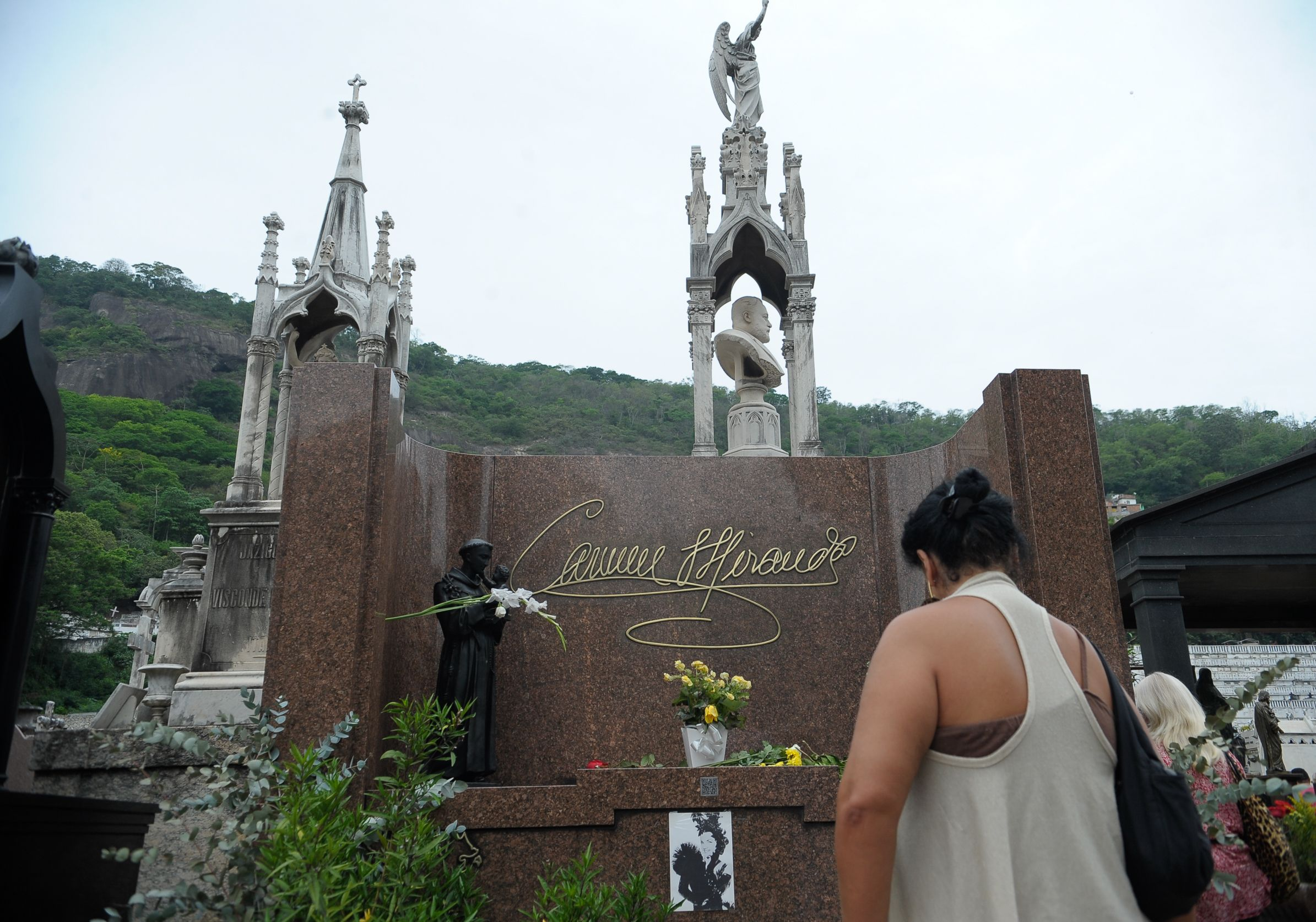
Túmulo de Carmen Miranda (1909-1955), chama a atenção pela simplicidade em contraste com a artista; está encimada por estátua de Santo Antônio, de quem era devota.

Esta lista reúne as pessoas famosas que se encontram sepultadas no Cemitério de São João Batista, situado na cidade brasileira do Rio de Janeiro.
Desde sua inauguração, em 1852, que a necrópole passou a ser o local de sepultamento de de personalidades que faleceram no Rio de Janeiro, e os monumentos fúnebres são objeto de visitação.
Com uma área de 183 000 m², em 2015 ali estavam sepultados mais de sessenta e cinco mil pessoas.

## Presidentes da República
Sendo o Rio de Janeiro a capital do país até 1960, oito dos presidentes da República estão sepultados no São João Batista.
| Nome                     | Data                   | Observações                                                                    | Fontes |
| ------------------------ | ---------------------- | ------------------------------------------------------------------------------ | ------ |
| Artur Bernardes          |                        |                                                                                | [ 2 ]  |
| Artur da Costa e Silva   | 18 de dezembro de 1969 | Marechal, 27º presidente (ditadura militar); carneira 5.393, aleia 4, quadra 5 | [ 3 ]  |
| Emílio Garrastazu Médici |                        |                                                                                | [ 2 ]  |
| Eurico Gaspar Dutra      |                        |                                                                                | [ 2 ]  |
| Floriano Peixoto         |                        |                                                                                | [ 2 ]  |
| Nilo Peçanha             |                        |                                                                                | [ 2 ]  |
| José Linhares            |                        |                                                                                | [ 2 ]  |
| Carlos Luz               | 9 de fevereiro de 1961 | Jazigo 428 - E - 1°, quadra 5                                                  |        |

## Música
Vários cantores e músicos estão ali sepultados, a exemplo de Tom Jobim e Carmen Miranda.
| Nome             | Data                    | Observações | Fontes |
| ---------------- | ----------------------- | --- | ------ |
| Ademilde Fonseca | 28 de março de 2012     | cantora; | [ 4 ]  |
| Waldir Azevedo   |                         | Músico e compositor, sepultado originalmente em Brasília, foi para o São João Batista trasladado na década de 1990 | [ 5 ]  |
| Anísio Silva     | 18 de fevereiro de 1989 | Cantor, "rei do bolero"                                                                                            | [ 6 ]  |
| Carmen Miranda   | 13 de agosto de 1955    | Cantora e atriz, túmulo simples com estátua de Santo Antônio                                                       | [ 7 ]  |
| Braguinha        | 25 de dezembro de 2006  | Cantor e compositor, sepultado no jazigo perpétuo da família                                                       | [ 8 ]  |
| Booker Pittman   |                         | Músico de jazz estadunidense, sepultado ao lado da esposa brasileira Ophelia                                       | [ 9 ]  |

## Relação dos famosos
- Aarão Reis - Engenheiro e urbanista
- Ademar Gonzaga - Cineasta e produtor
- Afonso Arinos - Jurista, político, historiador, professor, ensaísta e crítico
- General Afonso Augusto de Albuquerque Lima - Militar e político
- Afrânio de Melo Franco - Diplomata e político
- Afrânio Peixoto - Escritor
- Albano Reis - Político
- Alberto Maranhão - Político
- Alberto Nepomuceno - Compositor
- Alceu Amoroso Lima - Escritor
- Alceo Bocchino - Maestro e compositor
- Alcides Etchegoyen - Militar
- Alcir Portela - Futebolista
- Alda Garrido - Atriz
- Alfredinho do Bip Bip - Comerciante e agitador cultural (Quadra 21 PP, gaveta 54)
- Almirante - Cantor, compositor e pesquisador da Música Popular Brasileira
- Almirante Alexandrino de Alencar - Militar e patrono do ensino na Marinha (Quadra 8, Nº 1286-F)
- Álvares de Azevedo - Poeta (Quadra 26, Nº 12-A)
- Álvaro Alvim - Médico pioneiro da radiologia (Quadra 8, Perpétuo 987-F)
- Alzira Vargas - Política (Perpétuo 412-F , quadra Jardim 2°)
- Alziro Zarur - Fundador da LBV (Aléa 2, perpétuo 131-A)
- Amílton Fernandes - Ator
- Ana Cristina Cesar - Poetisa
- Anna Amélia Carneiro de Mendonça - Poetisa
- Anna de Assis - esposa de Euclides da Cunha [10]
- Anna Lydia Pinho do Amaral - Médica[11]
- André Rebouças - Engenheiro e Abolicionista (Quadra 26, perpétuo 101-A)
- Anecy Rocha - Atriz
- Angelo Agostini - Desenhista e jornalista (Jazigo 4005)[12]
- Antônio de Pádua Chagas Freitas - Jornalista e político
- Marechal Antônio Henrique Cardim - Militar
- Antônio Maria - Jornalista e cronista
- Antônio Muniz Sodré de Aragão - Jurista, Jornalista, professor e político
- Antônio Pereira Rebouças Filho - Engenheiro militar
- Antônio Pinto Chichorro da Gama - Político
- Araripe Júnior - Advogado e escritor
- Ari Barroso - Compositor (Aléa 6, perpétuo 476)
- Armando Falcão - Advogado e político
- Armando Nogueira - Jornalista e cronista
- Arnaldo Estrella - Pianista
- Arthur Sendas - Empresário
- Artur Xexéo - Jornalista e escritor
- General Augusto Inácio do Espírito Santo Cardoso - Militar
- Augusto Rodrigues - pintor e escultor
- Augusto Severo de Albuquerque Maranhão - Aviador (Aléa 2, perpétuo 72-F)
- Augusto Trajano de Azevedo Antunes - Empresário
- Aurora Miranda - Cantora
- Autran Dourado - Escritor
- Azeredo da Silveira - Diplomata e político
- Baden Powell de Aquino - Compositor e violonista
- Barão de Cotegipe - Nobre e político
- Barão de Igaraçu - Médico parteiro da Casa Imperial
- Barão de Drummond - Inventor do jogo do bicho
- Barão de Itambi - Nobre e negociante
- Barão de Jaceguai - Escritor (Quadra 14, n° 5984)
- Barão de Javari - Diplomata e compositor
- Barão de Loreto - Advogado e poeta
- Barão de Lucena - Político e magistrado
- Barão de Pacheco - Nobre e educador
- Barão de Pereira Franco - Magistrado e político
- Barão de Ramiz Galvão - Médico, professor, filólogo, biógrafo e orador
- Barão de Saavedra - Militar, empresário e nobre
- Barão de Santa Margarida - Financista e nobre
- Barão de São Bento - Nobre e político
- Barão de São Diogo - Político
- Barão de Taunay - Pintor
- Barão de Vargem Alegre - Fazendeiro
- Barão de Vila Bela - Político
- Barão de Werneck - Fazendeiro e nobre
- Barão do Rio Vermelho - Nobre
- Barão Homem de Mello - Nobre e historiador
- Baronesa de Loreto - Nobre
- Bastos Tigre - Jornalista, poeta, compositor e humorista
- Bebeto de Freitas - Atleta
- Benedito Lacerda - Compositor e flautista
- Benjamim Vargas - político
- Benjamin Constant - Militar, professor e líder republicano (Quadra 39, perpétuo 1907)
- Benjamin Eurico Cruz - Advogado, Ex-Ministro do Trabalho e Previdência Social e Ex-procurador do Ministério Público do Trabalho
- Benjamin Liberato Barroso - Ex-Governador do Ceará, Senador e militar
- Bento Ribeiro - Ex-prefeito do Rio de Janeiro
- Francisco Joaquim Béthencourt da Silva - Arquiteto e professor
- Big Boy - Disc-jóquei (Quadra 43, nicho 6.100)
- Blecaute - cantor
- Bruno Giorgi - Escultor
- Bussunda - Jornalista, cronista esportivo, editor de revista, ator, escritor, humorista, comediante, dublador  (perpétuo 20.503, quadra 39)
- Buza Ferraz - Ator
- Cacaso - Crítico literário e poeta
- Caio Junqueira - Ator  (Quadra 39, perpétuo 1628-A)
- Cândido Mendes de Almeida - Advogado, jornalista e político
- Cândido Portinari - Pintor  (Quadra 43, perpétuo 18.144)
- Marechal Cândido Rondon - Militar e sertanista (Quadra 8, perpétuo 689)
- Carlos Alberto Menezes Direito - Jurista e ministro do Supremo Tribunal Federal
- Carlos Augusto Strazzer - Ator
- Almirante Carlos Baltasar da Silveira - Militar
- Carlos Chagas - Médico (Perpétuo 833F, quadra 8)
- Carlos Galhardo - Cantor
- Carlos de Meira Mattos - Militar
- Carlos Drummond de Andrade - Poeta (Perpétuo 19.099, quadra 18)
- Carlos Imperial - Compositor, ator e cineasta (Aléa 5, perpétuo 539)
- Carlos Lacerda - Jornalista, escritor e político (perpétuo 4318, quadra 34)
- Carlos Machado - produtor e diretor
- Carlos Machado de Bittencourt - Militar
- Carolina Cardoso de Menezes - Pianista e compositora
- Carvalhinho - Ator e comediante
- Castro Gonzaga - Ator
- Cazuza - Cantor e compositor (Aléa 12, perpétuo 21.355)
- Cecília Meireles - Poetisa  ( Perpétuo 8951, quadra 13)
- Celita Vaccani - Escultora
- César de Alencar - Radialista
- César Ladeira - Radialista
- Cesário Alvim - Advogado, economista, fazendeiro e político
- Chacrinha - Comunicador e apresentador de televisão (Quadra 2, perpétuo 3511-A)
- Chico Mário - Compositor e violonista
- Chocolate (Dorival Silva) - Compositor e comediante (Quadra 19,nicho 15.803)
- General Ciro do Espírito Santo Cardoso - Militar
- Ciro de Freitas Vale - Diplomata (perpétuo 8037-A)
- Ciro Monteiro - Cantor
- Clara Nunes - Cantora (perpétuo 21952, quadra 5)[13]
- Cláudia Lessin Rodrigues - Socialite (Perpétuo 15.374, Quadra 21, 2° plano)
- Cláudia Magno - Atriz e dançarina  (perpétuo 14654, Quadra 01)
- Cláudio de Sousa - Escritor e teatrólogo
- Clementina de Jesus - Cantora  (Quadra 19  nicho 16.032)
- Clodomir Cardoso - Jurista, escritor e político
- Clóvis Bornay - Carnavalesco (Perpétuo 187, Aléa 2)
- Coelho Neto - Romancista, teatrólogo e contista
- Conde de Afonso Celso - Poeta e historiador
- Conde de Santa Marinha - Arquiteto e escultor
- Condessa de Itapagipe - Nobre
- Condessa Pereira Carneiro - Empresária, dona do Jornal do Brasil (Perpétuo 85-A, Aléia 1)
- Costinha - Comediante  (Quadra 01, perpétuo 20.404)
- Cristiano de Sousa - Ator, encenador e empresário
- Almirante Custódio de Mello - Militar
- Custódio Mesquita - Compositor
- Cybele - Cantora
- Cynara - Cantora[14]
- Daisy Lúcidi - Atriz, radialista e política
- Daminhão Experiença - Cantor, compositor e produtor musical
- David Nasser - Jornalista e escritor
- Dayse Tenório - Atriz
- Deolindo Couto - Médico e escritor
- Djalma Dutra - Militar
- Desirée Vignolli - Atriz (Quadra 43, gaveta 66)
- Didi - Futebolista (Aléa 5, perpétuo 549)
- Dinorah Marzullo - Atriz
- Dirce Migliaccio - Atriz
- Dircinha Batista - Cantora (Quadra 1, perpétuo 14292)
- Dodô da Portela - Sambista
- Domingos de Oliveira - Teatrólogo
- Domingos Olímpio - Escritor, advogado, diplomata e jornalista
- Donga - Compositor(Perpétuo 17.595, quadra 15)
- Dorival Caymmi - Cantor e compositor(Perpétuo 23.967,Aléa 8)
- Dulcídio do Espírito Santo Cardoso - Militar e ex-prefeito do Rio de Janeiro
- Ed Lincoln - Instrumentista e arranjador
- General Edgar Facó - Militar
- Edna Savaget - Apresentadora de TV (Quadra 39, Perpétuo 2592)
- General Ednardo D'Ávila Mello - Militar
- Edson Passos - Engenheiro
- Edson Luís de Lima Souto - Estudante assassinado pela polícia em 1968
- Eduardo Coutinho - Cineasta
- Eduardo Galotti - Músico
- Eduardo Mascarenhas - Psicanalista e político
- Almirante Eduardo Wandenkolk - Militar e político
- Elisa Fernandes - atriz
- Elke Maravilha - Atriz, Apresentadora, Manequim e Jurada (Quadra 43, gaveta 01)
- Ema D'Ávila - Atriz e comediante
- Emilia Bernacchi - Bailarina
- Emiliano Di Cavalcanti - Pintor (Aléa 3, perpétuo 19786-A)
- Eric Barreto - Transformista
- Erlon Chaves - Arranjador musical
- Ernâni do Amaral Peixoto - Militar e ex-governador do estado do Rio de Janeiro
- General Ernesto Geisel - Militar e 29º Presidente do Brasil
- Esteves Júnior - Político
- Ester de Abreu - Atriz e cantora
- Esther de Carvalho - Atriz de teatro e cantora lírica
- Etelvino Lins - Político
- Euclides da Cunha - Escritor, jornalista e militar
- Eurico Cruz - Juiz Federal, delegado de polícia e escritor
- Eurico Miranda - ex-presidente do Club de Regatas Vasco da Gama
- Euvaldo Lodi - Empresário, engenheiro e político
- Evaldo Braga - Cantor (perpétuo 4972-A, quadra 24)
- Evaristo da Veiga - Poeta,jornalista e político
- Fábio Junqueira - Ator e diretor de cinema e televisão
- Fábio Pillar - Ator
- Faustino Xavier de Novaes - Jornalista, poeta e escritor
- Felipe Daudt d'Oliveira - Poeta e escritor
- Felipe Pinheiro - ator
- Félix Pacheco - Jornalista e político (Quadra 6, perpétuo 1027)
- Fernando Mac Dowell - Engenheiro e vice-prefeito do Rio de Janeiro
- Fernando Pamplona - Cenógrafo e carnavalesco
- Fernando Sabino - Escritor e cronista
- Filipe Oliveira de Miranda Sora - neto de  David Miranda
- Floro Bartolomeu - Médico e político
- Francisco Alves - Cantor (Aléa 5, jazigo perpétuo 519)
- Francisco Alves de Oliveira - Livreiro (Jardim 1, n° 5217)
- Francisco Dantas - Ator
- Francisco de Castro Araujo - Médico e professor
- Francisco Luís da Gama Rosa - Ex-presidente da Província de Santa Catarina
- Francisco Marcelino de Sousa Aguiar - Arquiteto e político
- Francisco Mignone - Músico
- Francisco Xavier Torres - Militar e ex-governador do Ceará
- Fukashi Suguimura - Ministro do Japão no Brasil
- Gastão Lamounier - Radialista e compositor
- Georg Leuzinger - Fotógrafo
- Georgina de Albuquerque - Pintora
- Geraldo Casé - Diretor de televisão
- Germano Hasslocher - Advogado, jurista, político e jornalista
- Geysa Boscoli - Teatrólogo, jornalista, escritor e compositor
- Gilberto Braga - Autor de telenovelas
- Gil Brandão - Médico, arquiteto e modelista
- Gilberto Chateaubriand - Colecionador de arte e diplomata[15]
- Gilda Valença - Atriz e cantora
- Giuseppe Martinelli - Empresário
- Glauber Rocha - Cineasta (Perpétuo 4988-A, Aléa 12)
- Gláucio Gil - Ator, dramaturgo e apresentador
- Gilda de Abreu - Cineasta, atriz, cantora, escritora e radialista
- Gonçalves de Magalhães - Poeta
- Graça Aranha - Escritor e diplomata
- Graciliano Ramos - Escritor (Perpétuo 16724, quadra 16)
- Guilherme Karan - Ator (Perpétuo 1333, Quadra 39)
- Gustavo Capanema - Ministro da Educação
- Haroldo Barbosa - Compositor e radialista
- Heloísa Faissol - socialite
- Heloísa Raso - Atriz, cantora
- Henriette Morineau - Atriz
- Henrique Bernardelli - Pintor
- Henrique Dodsworth - Médico, advogado e ex-prefeito do Rio de Janeiro
- Henrique Dumont - Empresário
- Henrique Lage - Industrial
- Henriqueta Brieba - Atriz
- Heitor de Mello - Arquiteto
- Heitor Villa-Lobos - Compositor erudito (Quadra 18, n° 17.942)
- Hélio Alonso - Professor
- Hélio Beltrão - Político
- Hélio Oiticica - Artista
- Henfil - Cartunista
- Herivelto Martins - Cantor e compositor (Quadra 43, nicho 8773-A)
- Hermenegildo de Barros - Jurista
- Hildegardo Leão Veloso - Escultor
- Homero Homem - Escritor (Quadra 43, nicho 8699-A)
- Horondino José da Silva - Músico
- Hugo Bidet - Ator
- Hugo de Abreu - Militar e ex-chefe da Casa Militar
- Humberto Cozzo - Escultor
- Marechal Humberto de Alencar Castelo Branco - Militar e 26º Presidente do Brasil (exumado em 1972)
- Humberto de Campos - Escritor (Quadra 3, perpétuo 10.862)
- Humberto de Souza Mello - Militar
- Humberto Saade - Empresário
- Humberto Teixeira - Músico
- Ibrahim Sued - Jornalista (Quadra 5, perpétuo 23.449)
- Ignácio Rangel - Economista
- Ilya São Paulo - Ator (Quadra 19, gaveta 1.918)
- Inglês de Sousa - Escritor (Jardim 1, n° 5185)
- Irineu Marinho - Jornalista
- Irving São Paulo - Ator
- Isolda Cresta - Atriz
- Ivan Setta - Ator
- Izidor "Dori" Kürschner - Treinador de futebol
- Jacy Campos - Ator, diretor e produtor de TV.
- Jamil Haddad - Político
- Janete Clair - Autora de telenovelas  (Aléa 1, perpétuo 19.993)
- Jardel Filho - Ator (perpétuo 3.126, quadra 40)
- João Alfredo - Político, Conselheiro de Estado e 29º primeiro-ministro do Império
- João Araújo - Produtor musical
- João Baptista Cordeiro Guerra - jurista
- João Barbosa Rodrigues - Botânico
- João Carlos Barroso - Ator
- João de Barro (Braguinha) - Compositor  (Aléa 7, perpétuo 197)
- João Dias - Cantor
- João do Rio - Escritor e cronista (Perpétuo 5852-B, quadra 37)
- João Havelange - Dirigente esportivo
- João Luís Alves - Jurista, Escritor e Político (Jardim 1, perpétuo 5644)
- João Nogueira - Cantor e Compositor
- João Rebello - Ator
- João Suassuna - Ex-Presidente do Estado da Paraíba
- Joaquim Antônio da Cruz - Médico, militar e político
- Joaquim Maria Machado de Assis - Escritor
- Joaquim Murtinho - Médico e Político
- Joaquim Pedro de Andrade - Cineasta
- Joaquim Xavier da Silveira Júnior - Político
- Jorginho Guinle - Socialite
- Jorge José Emiliano dos Santos - Juiz de futebol "Margarida"
- Jorge Selarón - Pintor e ceramista
- Jorge Teixeira de Oliveira - Militar e ex-governador de Rondônia
- José de Alencar - Escritor e político (Quadra 24, perpétuo 5634)
- José de Melo Carvalho Muniz Freire - Advogado, jornalista e político
- José Leopoldo de Bulhões Jardim - Político goiano
- José Lino Grünewald - Poeta, crítico e jornalista
- José Lins do Rego - Escritor (Quadra 3, perpétuo 10805-A)
- José Lustosa da Cunha Paranaguá - Político abolicionista
- José Oiticica - Filólogo, poeta e escritor Anarquista
- José Pancetti - Pintor
- Josué Montello - Escritor
- Jota Efegê - Jornalista e crítico musical
- Juarez Távora - Militar e político
- Júlio Cezar Barreiros - Dublador
- Juliano Moreira - Médico psiquiatra
- Laurindo Pitta - Político
- Lauro Corona - Ator (perpétuo 16.114 - quadra 21, 2° plano)
- Lauro Müller - Diplomata e governador de Santa Catarina (Quadra 8, Perpétuo 784-F)
- Léa Garcia - Atriz
- Leila Diniz - Atriz

(perpétuo 19.886)
- Leon Eliachar - Jornalista, escritor e humorista
- Leonor Bassères - Escritora e autora de telenovelas
- Lídia Mattos - Atriz
- Lídio Toledo - Médico
- Lygia Clark - Pintora e escultora
- Lily Marinho - Socialite
- Lima Barreto - Escritor(Quadra 14, perpétuo 8024)
- Linda Batista - Cantora (Quadra 1, n° 14292)
- Lindolfo Collor - Político
- Lopes Trovão - Médico, jornalista e político republicano
- Lourdes Mayer - Atriz
- Loureiro Neto - Radialista
- Lúcia Leme - Jornalista e apresentadora de tv
- Lucílio de Albuquerque - Pintor
- Lúcio Costa - Arquiteto e Urbanista (Quadra 9, perpétuo 13.414)
- Luigi Sciutto - Militante fascista italiano
- Luís Betim Pais Leme - Engenheiro e político
- Luis Carlos Prestes - Militar, político, revolucionário e militante comunista Aléa principal, 24.004
- Luís Carlos Vinhas - Pianista e compositor
- Luís Cruls - Astrônomo
- Almirante Luís Filipe de Saldanha da Gama - Militar e líder da Revolta da Armada
- Luís Joaquim Duque Estrada Furtado de Mendonça - Magistrado e político
- Luiz de Carvalho (radialista) - locutor, radialista e apresentador de TV
- Luiz Maçãs - Ator
- Luiz Mendes - Radialista
- Luiz Paulo Conde - Arquiteto e político
- Lupe Gigliotti - Atriz e diretora teatral
- Lutero Luiz - ator
- Luz del Fuego - Dançarina e naturista brasileira
- Lyda Monteiro da Silva - Funcionária pública vítima do Atentado Contra a OAB em 1980
- Maestro Cipó - músico
- Magalhães de Almeida - Ex-governador do Maranhão
- Magdalena Tagliaferro - Pianista
- Manuel Carneiro de Sousa Bandeira - Engenheiro
- Manuel José Duarte - Médico, professor e ex-presidente de Alagoas
- Marc Ferrez - Fotógrafo
- Marcello Caetano - 101.º Presidente do Conselho de Ministros de Portugal, entre 1968 e 1974
- Marcelo Ibrahim - Ator
- Márcia de Windsor	- Atriz (perpétuo 13.512 , quadra 9)
- Marcos Carneiro de Mendonça - Historiador, escritor e futebolista
- Marcos Tamoio - Político e primeiro prefeito do Rio de Janeiro
- Maria Martins - Escultor
- Maria Sílvia - Atriz
- Marília Pêra - Atriz ( Perpétuo 9819 , QUADRA 12)
- Marília Batista - Cantora
- Marilu Bueno - Atriz
- Mario Agostinelli - Pintor e escultor
- Mario Henrique Simonsen - Economista e ex-ministro.
- Mário Monjardim - Dublador
- Mário Filho - Jornalista, cronista esportivo e escritor (Quadra 7, perpétuo 7890-A)
- Mário Lago - Ator e compositor  (Perpétuo 16126, Quadra 21, 2° plano)
- Mário Reis - Cantor
- Mário Rodrigues - Jornalista
- Marisa Gata Mansa - Cantora
- Martim Silveira - Futebolista
- Maurício Tapajós - Compositor
- Maurício Torres - Narrador esportivo (Quadra 41, perpétuo 3479-J)
- Marquês de Paraná - Nobre, diplomata e 7º Presidente do Conselho de Ministros do Império
- Marquês de Quixeramobim - Engenheiro e fazendeiro
- Max Nunes - Médico e humorista
- Maysa Figueira Monjardim - Cantora e compositora (perpétuo 245-c, quadra 30)
- Miguel Couto - Médico (Quadra 5, perpétuo 335-E)
- Miguel Lemos - Filósofo
- Milton Banana - Baterista
- Milton Carneiro - Ator
- Milton Dacosta - Pintor
- Milton Moraes - Ator
- Conde Modesto Leal - Comerciante e conde papalino
- Miúcha - Cantora
- Monique Alves - Atriz
- Monsueto - Cantor e compositor
- Murilo Néri - Apresentador e radialista
- Murtinho Nobre - Médico homeopata
- Nana Caymmi - Cantora
- Nara Leão - Cantora  (Quadra 28, perpétuo 22.280)
- Nelson Gonçalves - Cantor  (Quadra 38, perpétuo 1146-A)
- Nelson Rodrigues - Jornalista, cronista, escritor e teatrólogo (perpétuo 18340-A, quadra 43)
- Nildo Parente - Ator
- Nílton Santos - Futebolista (Quadra 43, gaveta 68)
- Nise da Silveira - Psiquiatra
- Nonato Buzar - Cantor
- Octávio Ribeiro Malta - Jornalista
- Odete Vidal de Oliveira ("Menina Odetinha") - Serva de Deus (exumada em 2013)
- Olavo Bilac - Poeta (Jardim 1, n° 5230)
- Olavo Egídio de Sousa Aranha - Banqueiro
- Olney Cazarré - Comediante
- Oscarito - ator e comediante (Perpétuo 420, quadra 13)
- Oswaldo Sargentelli - Empresário, locutor e apresentador
- Orlando Peçanha de Carvalho - Futebolista
- Orville Derby -  Geógrafo
- Oscar Cox - Desportista (perpétuo 2068 - Quadra 38)
- Oscar Niemeyer - Arquiteto (Quadra 3, perpétuo 10.387)
- Osório Duque-Estrada - Poeta (Perpétuo 9960, quadra 12)
- Osvaldo Aranha - Político (n° 19969, Aléa 1)
- Oswaldo Cruz - Médico sanitarista
- Oswaldo Louzada - Ator  (Quadra 08, nicho 283-A)
- Otávio Kelly - Magistrado e escritor
- Otávio Tarquínio de Sousa - Historiador
- Othon Bezerra de Melo - Empresário
- Oto Glória - treinador de futebol
- Otto Lara Resende - Jornalista e escritor
- Otto Maria Carpeaux - Crítico e historiador literário
- Pascoal Segreto - Empresário cinematográfico
- Pascoal Carlos Magno - Ator, diplomata e teatrólogo (Perpétuo 11.568)
- Paula Ney - Poeta e jornalista
- Paulo Carneiro - Químico, embaixador e escritor(perpétuo 1778-E , quadra 29)
- Paulo César Coutinho - Teatrólogo
- Paulo César Pereio - Ator
- Paulinho Tapajós - Instrumentista e compositor
- Paulo de Frontin - Engenheiro
- Paulo Francis - Jornalista e escritor (perpétuo 354-E - Quadra 5)
- Paulo Gracindo - Ator (Quadra 14, perpétuo 8260)
- Paulo Julio Clement - Jornalista esportivo
- Paulo Porto - Ator e cineasta
- Paulo Villaça - ator
- Pedro Calmon - Historiador
- Pedro Ernesto - Político
- Pedro Leão Veloso - Juiz, jornalista e político
- Pedro Lessa - Jurista e ministro do Supremo Tribunal Federal  (Jardim 2, perpétuo 219-F)
- Pedro Paulo Guise Carneiro Lopes (Pepê) - Esportista, empresário e músico brasileiro.
- Pia Nascimento - Socialite
- Pio Torelly - Militar
- General Polidoro Jordão - Militar e político
- Rachel de Queiroz - Escritora (Quadra 5, perpétuo 450-E)
- Raphael Rabello - Compositor
- Raul Brunini - Radialista e político
- Raul Pompéia - Escritor (Quadra 39, perpétuo 1278)
- Raymundo de Castro Maya - Empresário e mecenas
- Régis Cardoso - Diretor de televisão
- Renato Murce - Radialista
- Rinaldo de Lamare - Médico Pediatra
- Robertino Braga - Pai de Roberto Carlos
- Roberto Audi - Cantor
- Roberto Marinho - Jornalista e empresário (Perpétuo 260-F, jardim 2)
- Roberto Moriconi - escultor
- Roberto Rodrigues - desenhista, ilustrador e escultor
- Roberto Roney - Comediante
- Roberto Trompowski - Militar e professor
- Rocha Faria - Médico (Quadra 41, perpétuo 2957)
- Rodolfo Bernardelli - Escultor (Aléa principal, n° 109-E)
- Rodolfo Bottino - Ator e chef
- Rodrigo Melo Franco - Advogado, jornalista e escritor
- Rodrigo Netto - Músico
- Rodrigo Octávio - Escritor e jurista
- Ronaldo Bôscoli - Compositor, jornalista e produtor musical
- Rosa Magalhães - Carnavalesca
- Rosita Thomaz Lopes - Atriz
- Major Rubens Florentino Vaz - Militar
- Brigadeiro Rui Moreira Lima - Aeronauta militar
- Ruy Barbosa - Jurista e político (Aléa 2 , n° 1308-F(exumado em 1949)
- Ryan Gracie - Lutador de jiu-jitsu (Quadra 21,1° plano - perpétuo 21.859)
- Saldanha Marinho - Militar
- Sandra Bréa - Atriz
- Sandro Solviatti - Ator (Quadra 10, nicho 15.551-A)
- Santino Parpinelli - Maestro e violinista (Quadra 43, nicho 8561)
- Santos Dumont - Inventor (Aléa principal, perpétuo 133-E)
- Saturnino de Brito - Engenheiro sanitarista (Quadra 8, perpétuo 710-F)
- Sérgio Cardoso - Ator  (perpétuo 17.369, quadra 20, 2° plano )
- Sérgio Porto - Escritor (Perpétuo 12844,Quadra 9)
- Sergio Teixeira de Macedo - Diplomata e ex-presidente da província de Pernambuco
- Marechal Setembrino de Carvalho - Militar
- Severino Araújo - Maestro
- Severiano Nunes (1893-1957) - Político Amazonas
- Stella Maris - Cantora
- Sueli Costa - Cantora[16]
- Syn de Conde - Primeiro ator brasileiro a atuar em Hollywood (Quadra 19, nicho 15.535)
- Sobral Pinto - Advogado
- Taiguara - Cantor e compositor
- Almirante Teodoro de Beaurepaire - Militar
- Tião Macalé - Comediante
- Tite de Lemos - Poeta, compositor e jornalista
- Tito Madi - Cantor
- Tobias do Rego Monteiro - Historiador
- Tom Jobim - Compositor  (Quadra 6, perpétuo 24.013)
- Tomás Santa Rosa - Pintor e cenógrafo
- Ubaldino do Amaral - Jurista e Político
- Urbano Santos da Costa Araújo - Ex-vice-presidente do Brasil
- Vanja Orico - Atriz
- Vicente Celestino - Cantor, compositor e ator (Perpétuo 514-A, aléa 6)
- Victor Assis Brasil - Saxofonista
- Victorino Chermont - Repórter esportivo
- Vinicius de Moraes - Poeta, diplomata e compositor (Perpétuo 366-C, quadra 30)
- Virgílio Alvim de Melo Franco - Político e jornalista
- Visconde de Cabo Frio - Nobre
- Visconde de Cruz Alta - Nobre e político luso-brasileiro
- Visconde de Inhomirim - Advogado, diplomata, escritor, médico e político
- Visconde de Itaboraí - Nobre e presidente do Banco do Brasil
- Visconde de Montserrate - Magistrado
- Visconde de Tabatinga - Fazendeiro e político
- Visconde de Valdetaro - Bacharel e conselheiro do Império
- Visconde do Bom Conselho - Ex-presidente das províncias de Alagoas, Pernambuco, Minas Gerais e Grão-Pará.
- Vital Brasil - Cientista
- Marechal Waldemar Levy Cardoso - Militar
- Waldir Vieira - Locutor e radialista  (Perpétuo 21.982, quadra 5)
- Walter Clark - Produtor e executivo de TV
- Walter D'Ávila - Ator e humorista
- Wanda Kosmo - Atriz,diretora,produtora e autora brasileira
- Washington Rodrigues - Jornalista e locutor esportivo
- Watson Macedo - Diretor de cinema
- Wilma Dias  - Atriz e bailarina (Perpétuo 15642, quadra 21, 2° plano)
- Wilson Aguiar Filho - Novelista e escritor
- Wilson Grey - Ator
- Yara Amaral - Atriz (Nicho 16034, Quadra 19 )
- Yara Cortes - Atriz (Perpétuo 9815,quadra 12)
- Zagallo - Ex-jogador, ex-treinador e ex-coordenador técnico da Seleção Brasileira.[17]
- Zé Trindade - Humorista
- Zezé Gonzaga - Cantora  (Quadra 28 Nicho 11.905)
- Ziembinski - Ator e diretor  (Perpétuo 21.091)
- Ziraldo - Cartunista [18]
- Zora Yonara - Astróloga e radialista
- Zózimo Barrozo do Amaral - Jornalista
- Zuzu Angel - Estilista

## Mausoléu da Academia Brasileira de Letras
Estão sepultados no panteão da Academia Brasileira de Letras
- Abgar Renault
- Adelmar Tavares
- Afonso Arinos de Mello Franco (sobrinho)
- Afonso Pena Júnior
- Afrânio Coutinho
- Álvaro Lins
- Álvaro Moreyra
- Aníbal Freire da Fonseca
- Antônio Austregésilo
- Antônio Callado
- Antônio da Silva Melo
- Antônio Houaiss
- Antônio Olinto
- Aracy de Carvalho Guimarães Rosa
- Augusto Meyer
- Aurélio Buarque de Holanda Ferreira
- Aurélio de Lira Tavares
- Austregésilo de Athayde
- Barbosa Lima Sobrinho
- Bernardo Élis
- Cândido Mota Filho
- Carlos Castelo Branco
- Carlos Magalhães de Azeredo
- Cassiano Ricardo
- Celso Furtado
- Ciro dos Anjos
- Clementino Fraga
- Darcy Ribeiro
- Dias Gomes
- Dinah Silveira de Queiroz
- Eduardo Portella
- Elmano Cardim
- Evandro Lins e Silva
- Evaristo de Moraes Filho
- Ferreira Gullar
- Genolino Amado
- Geraldo França de Lima
- Gilberto Amado
- Hélio Jaguaribe
- Herberto Sales
- Hermes Lima
- Ivan Junqueira
- João Cabral de Melo Neto
- João Guimarães Rosa
- João Neves da Fontoura
- João Ubaldo Ribeiro
- Joracy Camargo
- José Guilherme Merquior
- José Honório Rodrigues
- Josué Montello
- Lêdo Ivo
- Luís Edmundo
- Luiz Paulo Horta
- Machado de Assis
- Manuel Bandeira
- Marcos Almir Madeira
- Marly de Oliveira
- Marques Rebelo
- Maurício Campos de Medeiros
- Múcio Leão
- Newton da Matta
- Oscar Dias Corrêa
- Otávio de Faria
- Otto Lara Resende
- Peregrino Júnior
- Pontes de Miranda
- Raimundo Faoro
- Ribeiro Couto
- Roberto Campos
- Sergio Corrêa da Costa
- Silva Melo
- Viana Moog
- Viriato Correia
- Zora Seljan